# Hetzgarten (Berlin)

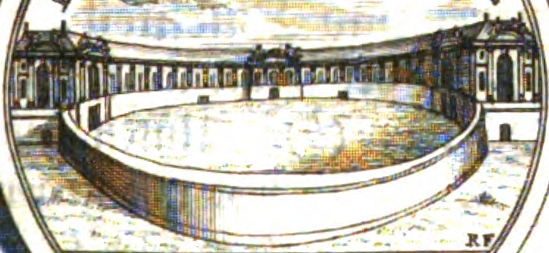
Der Berliner Hetzgarten, 1693
Ausschnitt aus einer Medaille von Raimund Faltz

Der Hetzgarten in Berlin war eine zur Barockzeit entstandene Arena, in der in festlichem Rahmen der Kampf wilder Tiere gegeneinander oder mit Menschen dargeboten wurde. Der Hetzgarten lag an der heutigen Littenstraße und war von 1693 bis 1712 in Betrieb. Danach wurde das Gebäude bis zu seiner Abtragung im Jahre 1778 als Kadettenhaus genutzt.

## Ursprung
Als Teil zeremonieller, herrschaftlicher Selbstdarstellung der europäischen Höfe fanden im Übergang zum Barockzeitalter auch Tierkämpfe einen Platz. Die Tradition antiker Tierhetzen lebte auf und so gehörten seit dem 16. Jahrhundert „Tierhetzen“ zu einem fürstlichen Festprogramm. Für die Angehörigen des Hofes fanden geregelte Spiele statt, die sich aus Jagdbräuchen entwickelt hatten, wie das „Fuchsprellen“. Es wurden abgesperrte Plätze innerhalb von Schlossanlagen als „Hetzplatz“ benutzt, wie Höfe oder Zwinger. Seltener entstanden dazu fürstlich oder privat initiierte, dauerhafte Anlagen wie die Berliner und Königsberger „Hetzgärten“, das Nürnberger „Fechthaus“ und das „Hetztheater“ in Wien. Die heute noch existierenden Stierkampfarenen gehen auf diese Zeit zurück.

## Entstehung und Funktion des Berliner Hetzgartens
Aus dem Jahre 1527 ist überliefert, dass Bürger von Kölln dem brandenburgischen Kurprinzen Joachim ein Gelände westlich des Schlosses für einen „Thiergarten“ verkauft hatten, wohl zur Erweiterung eines schon im 15. Jahrhundert bestehenden, nahezu naturbelassenen kurfürstlichen Jagdreviers. Die Wildtierhaltung erfolgte in umzäunten Gelände, der Kurfürst hielt eine große Anzahl jagdbarer, heimischer Tiere, um jederzeit in unmittelbarer Nähe seiner Residenz Hofjagden veranstalten zu können. Die ausgedehnte Anlage wurde seit dem späten 17. Jahrhundert nach und nach in der Fläche reduziert und kultiviert. So entstanden die öffentlichen Parkanlagen Großer Tiergarten und Kleiner Tiergarten.

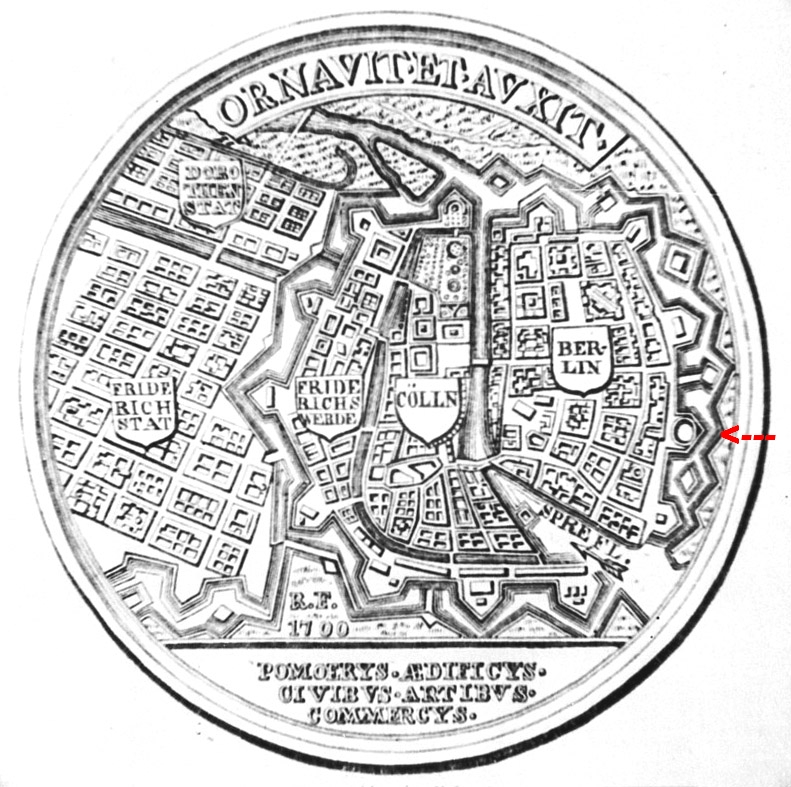
Die Medaille von Raimund Faltz aus dem Jahre 1700 zeigt die Arena des Hetzgartens auf der Bastion IX an der Ostseite der Festung Berlin

Der Berliner Hetzgarten ist unter der Regierung des brandenburgischen Kurfürsten Friedrich III. angelegt worden. Friedrich beabsichtigte seine Selbstkrönung zum König in Preußen. Schon bevor er seinen Plan umsetzen konnte, begann er in seiner Residenz Berlin ein ehrgeiziges Bauprogramm zu verwirklichen, um der Stadt königlichen Glanz zu verleihen. Zu den römischen Vorbildern entsprechenden Bauvorhaben wie den Umbau des Schlosses, der Errichtung des Münzturms und der Vollendung des Zeughauses gehörte auch der Bau eines Circus. Zum Bauplatz bestimmte Friedrich die Plattform der Bastion IX des von seinem Vater geschaffenen Bastionenkranzes der Festung Berlin. Dort ließ er im Jahr 1693 durch seinen Baumeister Johann Arnold Nering „einem erfreuten Publikum ein Jagdtheater“ errichten.
Auf der zur Innenstadt liegenden Seite der Arena erhob sich eine halbkreisförmige Galerie mit Sitzplätzen für die Hofgesellschaft. Sie hatte massiv gebaute Endpavillons und in der Mitte eine ebenso gemauerte, repräsentative Königsloge. Gegenüber lag der offene Teil des Amphitheaters, wo das übrige Publikum auf einfachen Bänken sitzen konnte. Im Untergeschoss befanden sich die Käfige der Tiere mit vergitterten Zugängen zur Arena. Dazu heißt es im zeitgenössischen Universal-Lexikon von Johann Heinrich Zedler: „In Teutschland behält der Berlinische Hetz-Garten vor allen den Preiß, theils weil der in Form des alten zu dergleichen Schau-Spielen bestimmten Römischen Amphitheatro […] erbaut, theils auch, weil in demselbigen allerhand Arten wilder und grimmiger Thiere, sonderlich aber 3 grosse und starcke Löwen, weisse und schwarze Bären, etliche Tyger, wilde Auer-Ochsen, und hauende Schweine aufbehalten werden.“
Zu den Aufgaben des kurfürstlichen Oberjägermeisters gehörte, die Tiere „immer in bester Auswahl vorrätig“ zu halten und die Tierhetzen für das Publikum, das zu solchen Gelegenheiten von nah und fern anreiste, zu leiten. Im Jahre 1705 ließ Friedrich durch einen eigens zu diesem Zweck nach Tunis in Nordafrika entsandten Einkäufer drei Panther, Affen und andere wilde Tiere für den Berliner Hetzgarten sowie einen „Menschenfresser“ anschaffen. Die großen Raubtiere wurden in Rücksicht auf ihre Wiederverwendung geschont und galten wohl auch als Sehenswürdigkeit. Tierhetzen waren bei den öffentlich gefeierten Fürstenhochzeiten ein Teil des Festprogramms. Während der Hochzeitsfeierlichkeiten erlegte am 17. Dezember 1708 die junge Königin Sophie Luise mit einem Schuss aus einer Büchse im Hetzgarten einen Auerochsen.
Auch in seiner „Zweiten Residenzstadt“ Königsberg ließ Kurfürst Friedrich III. einen Hetzgarten anlegen.

## Stilllegung, weitere Nutzung und Abriss
Im Unterschied zu vielen königlichen Neuerungen Friedrichs I., wie die Schlösser und die Akademie der Wissenschaften und Künste, sollte der Hetzgarten ihn nicht überleben. Dessen Gründung, mit der Friedrich nicht der Mode folgte, sondern eine „altüberlieferte Lustbarkeit“ pflegte, erscheint als Ausdruck einer unsicheren, nicht immer glücklichen Suche nach Formen königlicher Repräsentation.
Nachdem im Jahre 1712 das Quartier der Kadettenakademie, das Fechthaus in der Klosterstraße, durch einen Brand unbenutzbar geworden war, ordnete Friedrich I. an, den Kadetten den Hetzgarten als Notunterkunft zu überlassen. Dies bedeutete das Ende der Tierhetzen in Berlin. Im Folgejahr starb Friedrich und unter seinem Nachfolger wurde aus der provisorischen Unterbringung der Kadetten im Hetzgarten eine Dauereinrichtung. König Friedrich Wilhelm I. schaffte ihn kurz bei seinem Regierungsantritt im Jahre 1713 ab. Die Schließung gehörte zu der mit demonstrativer Härte durchgesetzten Umschichtung der Staatsausgaben gemäß seinem hausväterlich-kalvinistischen Herrscherideal. Im Fall des Hetzgartens kam hinzu, dass Friedrich Wilhelm der Jagd in freier Natur, besonders der Parforcejagd, zugetan war und Tierkämpfe ablehnte. Im Laufe des 18. Jahrhunderts büßte die Tierhatz mit der Ausbreitung der Ideen der Aufklärung ihre Stellung in der höfisch-hoheitlichen Festkultur ein. Damit sank sie zu einer rohen, mit Wettbetrieb verbundenen Belustigung auf den Tummelplätzen des einfachen Volkes herab.
Das Gebäude des Hetzgartens wurde nach 1717 von Jean de Bodt wegen der Erhöhung des Raumbedarfs der Kadettenanstalt durch Zusammenführung der Zöglinge in Berlin zur Königlich-Preußischen Kadettenanstalt umgebaut. Es erhielt noch vor 1723 einen dreibogigen Portalrisalit mit zweiarmiger Freitreppe. Die hölzernen Galerien wurden aufgemauert, der restliche Rundbau in Fachwerk auf gleiche Höhe gebracht und zwei einfache Fachwerkbauten für die lehrenden Offiziere seitlich angefügt. Pläne für einen Neubau blieben aus Kostengründen unausgeführt.
Um den Rundbau ließ Friedrich II. durch Georg Christian Unger 1776–1779 einen neuen repräsentativen Bau für die Kadettenanstalt errichten. Nehrings Arena ist 1777 während der Bauarbeiten für den quadratisch angelegten Kadettenhaus Neubau abgebrochen worden. Die nun Preußische Hauptkadettenanstalt wurde 1878 nach Groß-Lichterfelde in großzügig angelegte Neubauten verlegt und das Kadettenhaus diente bis 1896 als Amtsgericht, bevor es – nun über 110 Jahre alt – dem erweiterten und heute noch vorhandenen Neubau weichen musste. Etwa an der Stelle der Arena befindet sich seit 1905 das Haupttreppenhaus des Berliner Landgerichts.